# Jean-Baptiste Fleuriot-Lescot

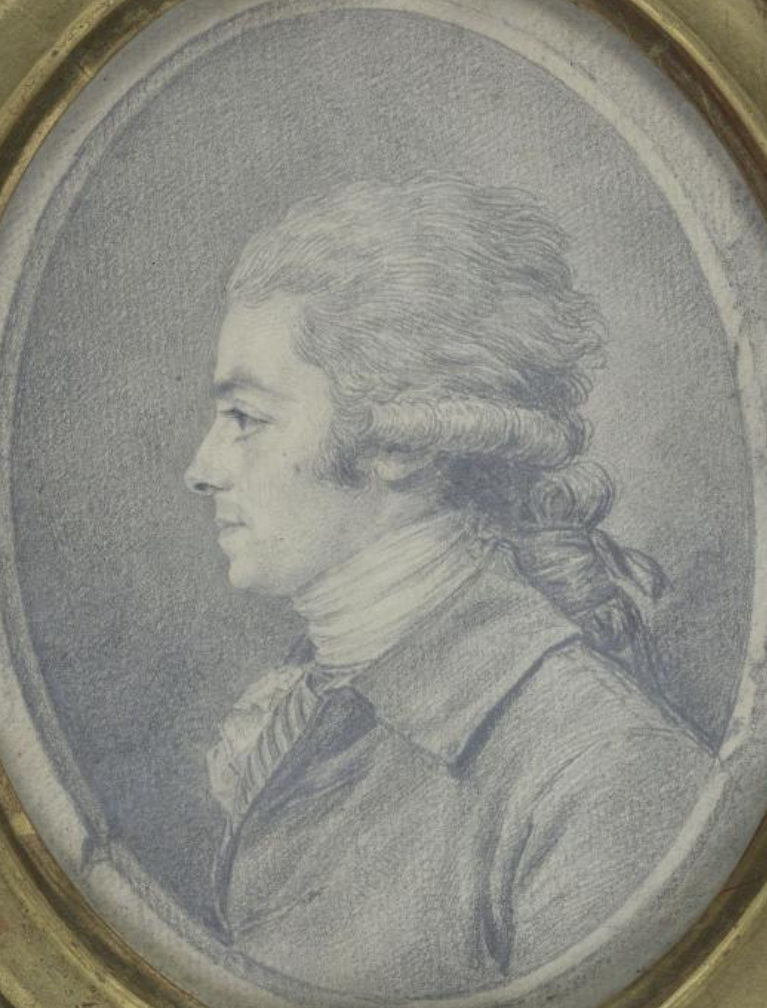
Anoniem portret, ca. 1790

Jean-Baptiste Edmond Fleuriot-Lescot (Brussel, 21 september 1750 – Parijs, 28 juli 1794) was een Frans revolutionair. Dankzij Robespierre werd hij tijdens de Terreur burgemeester van Parijs, maar hij kon de val van zijn beschermheer niet verhinderen en stierf met hem op het schavot.

## Leven
Zijn Franse vader Nicolas Fleuriot-Lescot was een officier van de Universiteit van Parijs, die in 1752 te Brussel trouwde met Erneste Ebherlinck. Jean-Baptiste was hun eerste kind. Hij trad in dienst van de hertog van Rochefoucault-Liancourt en werd in 1785 algemeen directeur van de turfwinning van Les Groues in Liancourt. In 1786, nadat hij fabrieksdirecteur was geworden, verhuisde Fleuriot naar Parijs. Twee jaar later trouwde hij er met Françoise Madeleine Belloir-Dutally.
Fleuriot keerde terug naar Brussel om deel te nemen aan de Brabantse Revolutie van 1789 tegen de hervormingen van keizer Jozef II. De conservatieve statisten rekenden af met de democratische vonckisten en werden daarna zelf verdreven voor de Eerste Oostenrijkse Restauratie. Na deze mislukking vluchtte Fleuriot weer naar Parijs.
Hij oefende er het architectenberoep uit in stadsdienst en kon zijn democratische agitatie kwijt in een andere revolutie. Als man van actie, die ijverig de Jakobijnenclub bezocht, was hij betrokken bij de gevechten op het Champ-de-Mars en aan de Tuilerieën. Na die laatste gebeurtenis duidden de sansculotten van zijn sectie Louvre hem aan om te zetelen in de opstandige Commune. Hij was ook medewerker van de architect van de Commune, Bernard Poyet. Voor de Nationale Conventie maakte Fleuriot de martelaarsbuste van Le Peletier.
Ofschoon hij geen juridische kennis had, werd hij met de steun van Robespierre op 13 maart 1793 verkozen tot substituut-procureur bij de Buitengewone criminele rechtbank, de latere Revolutionaire rechtbank. Zijn chef werd Fouquier-Tinville. Bij de afschaffing van de Conseil exécutif in april 1794 werd hij benoemd tot commissaris van openbare werken. Kort daarna zag Robespierre in hem de geschikte persoon om de gearresteerde hébertist Pache op te volgen als burgemeester van Parijs.
Na ruim twee maanden in het Maison-Commune aarzelde Fleuriot niet toen hem op 9 thermidor het nieuws bereikte dat Robespierre en enkele medestanders in de Conventie waren gearresteerd. Hij bracht de Algemene Raad van de Commune bijeen, liet hen zweren zich totterdood te zullen verzetten en ontving de gearresteerden op het stadhuis. De bevelen van de Conventie negeerde hij, waarop hij prompt met de rest van de Raad vogelvrij werd verklaard. Met Hanriot en Payan probeerde Fleuriot een volksopstand te ontketenen, maar door gebrekkige keuzes kregen ze weinig volk op de been en ook tactisch lieten ze kansen liggen.
Gendarmes loyaal aan de Conventie, geleid door Léonard Bourdon, arresteerden Fleuriot op het stadhuis. Tijdens de chaotische overbrenging ging hij nog op de loop, maar bij de Pont Neuf werd hij weer gevat. Nog diezelfde nacht werd hij voor het Revolutionair Tribunaal gebracht. Fouquier-Tinville, die geen steun had verleend aan het verzet, liet zich voor de berechting van zijn boezemvriend vervangen door Gilbert Lieudon. Deze vorderde en bekwam de doodstraf. Op 10 thermidor, aan het eind van de dag, werd Fleuriot als laatste van 22 robespierristen onder de guillotine gelegd.

## Publicatie
- Réflexions générales sur le système employé par les intrigants, depuis 1789, pour entraver la marche de la liberté et sur les moyens de la faire triompher de tous ses ennemis, 1792

## Voetnoten
1. ↑  Guillaume geeft Eduard i.p.v. Edmond
2. ↑  Michel Eude, "La Commune robespierriste (suite)", in: Annales historiques de la Révolution française, juli-augustus 1934, p. 330
3. ↑  Colin Jones, The Fall of Robespierre. 24 Hours in Revolutionary Paris, 2021, p. 449. Gearchiveerd op 15 augustus 2023.
4. ↑  Colin Jones, The Fall of Robespierre. 24 Hours in Revolutionary Paris, 2021, p. 425. Gearchiveerd op 15 augustus 2023.

- Bibliothèque nationale de France: cb149558581 (data)
- Gemeinsame Normdatei: 1079276432
- International Standard Name Identifier: 0000 0004 5095 5489
- Virtual International Authority File: 316737056